# Evince
Evince é um visualizador de documentos em formatos PDF e PostScript para o Ambiente de trabalho GNOME. O objetivo do Evince é substituir os múltiplos visualizadores de documentos que existem no GNOME, como w:GGV, w:GPdf, e w:xpdf com um simples programa.
Evince começou como uma reescrita de código do programa Gpdf. Em um curto período ele suprimiu as funcionalidades do w:Gpdf. Evince está sendo ativamente mantido e desenvolvido.
Evince foi incluído no GNOME desde sua versão 2.12, disponibilizado em 7 de setembro de 2005. É escrito principalmente em linguagem C de programação, com uma pequena parte (o código que faz interface com a biblioteca poppler) escrita em C++.

## Características
BuscaBusca integrada que mostra o número de resultados encontrados e marca os resultados na página.
Miniaturas de páginaMostra uma rápida referência (por miniaturas) para facilitar a navegação no documento. As miniaturas de páginas estão disponíveis na barra lateral esquerda do Evince.
Índice de páginasPara os documentos que suportam índices, o Evince fornece a opção de mostrar o índice para rapidamente passar de uma seção a outra.
SeleçãoO Evince permite selecionar texto no documento.

## Formatos de documentos suportados
O Evince é compatível com formatos de documentos com página simples ou multi-página. Aqui está uma lista de formatos suportados.

### Suporte nativo
- PDF usando a biblioteca poppler backend[4]
- PostScript usando o libspectre backend
- DVI
- Multi-páginas TIFF

### Suporte opcional
- DjVu usando o w:DjVuLibre backend
- Microsoft Powerpoint usando a biblioteca w:libpreview (atualmente em testes)
- OpenDocument Presentation quando compilado com a opção --enable-impress